# 合志川
合志川（こうしがわ）は、熊本県北部を流れる菊池川水系の一級河川である。

## 地理
熊本県菊池市旭志にある阿蘇外輪山の鞍岳（標高1,119m）に源を発し、おおよそ東西へ流れる全長約20Kmの河川である。川の北岸の菊池台地と南岸の合志台地に挟まれるようにして、菊池市合併前の旧旭志村・旧泗水町の中心域を通り抜ける。川沿いには水田地帯が広がっている。熊本市北区植木町に入ると北に向きを変え、植木温泉を経て、山鹿市鹿本町で菊池川に合流する。

## 流域自治体
熊本県
菊池市 - 熊本市（北区） - 山鹿市

## 自然
河川改修などでその姿は減ってきているものの、今でもめだかやスズキ科の淡水魚であるオヤニラミも生息している。

## 流域の交通
- 国道325号（国道443号と重複区間）
- 国道443号
- 国道387号
- 熊本県道23号菊池赤水線
- 熊本県道37号熊本菊鹿線
- 熊本県道53号植木インター菊池線
- 熊本県道199号南田島豊田線
- 熊本県道204号西古閑泗水線
- 熊本県道329号原植木線

## 支流
- 谷山川
- 米井川
- 矢護川
- 塩浸川

## 主な橋梁
- 伊地坊橋

他